# Creed Taylor
Creed Taylor (Lynchburg (Virginia), 13 mei 1929 – Winkelhaid, 22 augustus 2022) was een Amerikaanse jazzproducent en de oprichter van de jazzlabels Impulse! Records en CTI Records.

## Biografie
Taylor groeide op in Virginia in een buurt, die muzikaal hoofdzakelijk werd gekenmerkt door bluegrass. Hij hield contact met de moderne muziek via de radio.
Na de afronding van de middelbare school bezocht hij de Duke University en maakte daar zijn afronding in psychologie. Vervolgens verbond hij zich twee jaar aan het United States Marine Corps. Tijdens deze periode was Taylor ook een jaar operationeel in de Koreaanse oorlog.
De carrière van Taylor, die tijdens zijn studietijd zelf trompettist was in de band The Dukes, begon in 1954 bij Bethlehem Records. Daar werkte hij met muzikanten als Chris Connor, Nina Simone, Charles Mingus, J.J. Johnson en Kai Winding.
Al in 1956 verliet hij Bethlehem Records om voortaan te werken voor ABC Records/Paramount Records. Een van zijn eerste producties was het debuutalbum This Is How I Feel About Jazz (1956) van Quincy Jones. Tijdens deze periode maakte Taylor ook enkele eigen opnamen met The Creed Taylor Orchestra & Chorus. In 1960 richtte Taylor in opdracht van ABC/Paramount het op jazz gespecialiseerde sublabel Impulse! Records op, waarvoor hij in 1960 John Coltrane kon contracteren en met hem in 1961 het album Africa/Brass produceerde. Bijkomstig kon ABC/Paramount de geluidstechnicus Rudy Van Gelder en de producent Bob Thiele aanwerven. Aan A Love Supreme, het grootste succes van Coltrane en Impuls! Records in 1964 had Taylor, die Impulse! Records en ABC/Paramount in 1961 weer verliet, echter geen aandeel meer.
In 1961 wisselde Taylor als opvolger van Norman Granz naar het dochterbedrijf Verve Records van MGM Records. Zijn positie bij Impulse! Records werd overgenomen door Bob Thiele. Daarbij bepaalde Taylor door zijn opnamen met Astrud Gilberto, Stan Getz, Charlie Byrd, João Gilberto en Antônio Carlos Jobim vooral het gezicht van de bossanova jazz, een mengeling uit cooljazz en Braziliaanse ritmen. Als bekendste opname is daarbij The Girl from Ipanema uit 1963 te vermelden. Van 1967 tot 1969 was hij uiteindelijk werkzaam voor A&M Records, waarvoor hij in 1968 het sublabel CTI Records (Creed Taylor Inc.) oprichtte. In 1970 werd CTI Records onafhankelijk van A&M Records en vervolgens werden de sublabels Kudu Records en Salvation Records opgericht. De distributie kwam voor rekening van Motown. De CTI-tijd werd bepaald door de opnamen met Wes Montgomery, George Benson, Grover Washington jr., Chet Baker, Yusef Lateef, Stanley Turrentine en anderen. Naast de signatuur van Taylor werden ook de coverfoto's van Pete Turner het handelsmerk van CTI, voor de geluidskwaliteit stond de naam Rudy Van Gelder. Het grootste succes kon CTI boeken met het debuutalbum Prelude van Eumir Deodato uit 1972. Creed Taylor faalde echter eind jaren 1970 met de poging om een eigen distributienet op te bouwen, waardoor CTI failliet ging. Na de teloorgang van CTI werden de rechten aan de opnamen door Columbia Records opgekocht.
Taylor verdween aanvankelijk uit het circuit om begin jaren 1990 een nieuwe poging te wagen met CTI, waarmee hij echter niet meer kon evenaren aan de voormalige successen. Onder de naam CTI Jazz leidde Taylor een internetcatalogus van zijn opnamen.
Taylor werd 93 jaar oud en overleed aan complicaties van een beroerte.

## Onderscheidingen
Vooral tijdens zijn tijd als hoofd van Verve Records werden diverse producties van Taylor onderscheiden met de Grammy Award. Op de eerste plaats is daarbij natuurlijk het album Getz / Gilberto te vermelden, dat in 1964 in totaal vier keer werd onderscheiden. Het lukte Taylor daarmee als eerste producent zowel het «Album of the Year» als ook «Record of the Year» (The Girl from Ipanema) neer te zetten. Bovendien werden Taylors producties meermaals onderscheiden als «Best Jazz Album». Vijf opnamen werden opgenomen in de Grammy Hall of Fame.

## Discografie
Opnamen als orkestleider van het The Creed Taylor Orchestra (& Chorus) en producent
- 1958: Shock (ABC-Paramount)
- 1959: Sound of New York: A Musical Portrait (ABC-Paramount)

Als producent
- 1955:  Chris Connor Sings Lullaby of Birdland (Bethlehem)
- 1955: East Coast Jazz, Vol. 6 (Urbie Green, Bethlehem)
- 1956: This Is How I Feel About Jazz (Quincy Jones, ABC Records-Paramount Records)
- 1960: Out of the Cool (Gil Evans, Impulse! Records)
- 1961: Genius + Soul = Jazz (Ray Charles, Impulse! Records)
- 1961: The Complete Africa/Brass Sessions (John Coltrane, Impulse! Records)
- 1961: The Great Kai & J. J. (Kai Winding & J.J. Johnson, Impulse! Records)
- 1963: Getz/Gilberto (Stan Getz en Astrud Gilberto, Verve Records)
- 1963: The Individualism of Gil Evans (Gil Evans, Verve Records)
- 1964: Getz Au Go Go (Stan Getz en Astrud Gilberto, Verve Records)
- 1964: The Cat (Jimmy Smith, met arrangementen van Lalo Schifrin, Verve Records)
- 1965: Got My Mojo Workin'/Hoochie Cooche Man (Jimmy Smith, Verve Records)
- 1967: Sweet Rain (Stan Getz, Verve Records)
- 1970: Gula Matari (Quincy Jones, A&M Records)
- 1972: Prelude (Eumir Deodato, CTI Records)
- 1973: Body Talk (George Benson, CTI Records)
- 1974: She Was Too Good To Me (Chet Baker, CTI Records)
- 1978: Baltimore (Nina Simone, CTI Records)

- Bibsys: 1014207
- Bibliothèque nationale de France: cb14643938g (data)
- Gemeinsame Normdatei: 1023707462
- International Standard Name Identifier: 0000 0003 8330 6568
- Library of Congress Control Number: no98027837
- MusicBrainz: 82c19813-15ec-4b5f-a06a-d7529f22d78a
- Nederlandse Thesaurus van Auteursnamen: 07073075X
- Istituto Centrale per il Catalogo Unico: UBOV509774
- Virtual International Authority File: 268476531
- WorldCat: E39PBJcgwQ4FhGkQQ4kC6XfyVC